# Nagia amplificans
Nagia amplificans är en fjärilsart som beskrevs av Walker 1858. Nagia amplificans ingår i släktet Nagia och familjen nattflyn. Inga underarter finns listade i Catalogue of Life.